# Resolution 1583 des UN-Sicherheitsrates
Die Resolution 1583 des Sicherheitsrates der Vereinten Nationen ruft Libanon dazu auf, die vollständige Kontrolle über seine Grenze mit Israel aufzunehmen (Siehe: Hisbollah). Die Resolution wurde von Sicherheitsrat der Vereinten Nationen auf seiner 5117. Sitzung am 28. Januar 2005 einstimmig angenommen und stellt auch fest: „der Rat hat die Blaue Line als gültig für die Zwecke der Bestätigung des israelischen Rückzuges entsprechend der Resolution 425 des UN-Sicherheitsrates anerkannt.“
Die Vorlage, die von Dänemark, Frankreich, Griechenland, Rumänien, Großbritannien und den Vereinigten Staaten eingebracht worden war, wurde am 28. Januar 2005 einstimmig angenommen.